# 里奧格蘭德 (索納區)
里奧格蘭德（西班牙語：Río Grande），是巴拿馬的城鎮，位於該國中西部，由貝拉瓜斯省的索納區負責管轄，面積247平方公里，海拔高度114米，2010年人口3,674，人口密度每平方公里14.9人。